# Cugino
La parola cugino indica la parentela tra una persona ed il figlio dello zio o della zia; il termine viene spesso usato per semplificazione per indicare una parentela più distante. Ad esempio il figlio di cugini viene indicato come "cugino di secondo grado".

## Grado di "cugini"

Calcolo del grado di parentela tra cugini primi (4º grado) secondo il codice civile italiano

Tradizionalmente si è soliti definire il grado di legame tra "cugini" a seconda del loro livello di discendenza rispetto ai loro zii: 
- il cugino (cugino di primo grado) è detto il figlio di uno zio del soggetto[1][2][3].

- il procugino, o cugino di secondo grado[4], è definito come il figlio del cugino del soggetto[5] o, alternativamente, come figlio di un prozio[1][2].

- il cugino di terzo grado è il figlio di un figlio di un cugino, il figlio di un cugino di secondo grado o, alternativamente, il figlio di un pro-prozio[1][2].

Il grado di cugini non va confuso con il grado di parentela.

## Cugini nel codice civile
Nel computo del grado di parentela, così come definito dal codice civile italiano, i cugini primi sono giuridicamente parenti di quarto grado in linea collaterale, trovandosi entrambi a due gradi di separazione dallo stipite comune (il nonno).

## Matrimonio fra cugini
Possibilità di contrarre legalmente matrimonio tra cugini primi
     Permesso con restrizioni o eccezioni
     Legalità dipendente dalla religione dei contraenti
     Divieto di matrimonio tra cugini primi
     Divieto con eccezioni
     Matrimonio tra cugini primi considerato un reato
     Nessun dato disponibile
Matrimonio civile

Legalità del matrimonio tra cugini nel mondo.
Possibilità di contrarre legalmente matrimonio tra cugini primi
Permesso con restrizioni o eccezioni
Legalità dipendente dalla religione dei contraenti
Divieto di matrimonio tra cugini primi
Divieto con eccezioni
Matrimonio tra cugini primi considerato un reato
Nessun dato disponibile

Numerosi paesi, tra i quali l'Italia, la Francia e il Belgio, ammettono il matrimonio civile tra cugini primi.
Matrimonio religioso
Secondo il diritto canonico della Chiesa cattolica, perché possa essere contratto matrimonio religioso tra cugini primi è necessaria una dispensa vescovile.

## Doppi cugini
I doppi cugini sono cugini con entrambi i genitori che condividono un rapporto di parentela. Più precisamente, i doppi cugini primi hanno entrambi i genitori che sono fratelli (ad esempio se i due padri sono fratelli e le due madri sono sorelle). Si tratta di un'eventualità piuttosto rara nella moderna società occidentale, ma più comune nelle società in cui vige il matrimonio combinato. I doppi cugini condividono entrambe le coppie di nonni.

## Altri significati
- In Italia il termine "cugino" si usava anche in ambito monarchico, infatti il re dava il nome di "cugino" alle persone che avevano l'onorificenza del Collare della Santissima Annunziata.
- La parola cugino viene utilizzata in varie lingue per designare in modo affettuoso un popolo con il quale si condivide parte della propria storia o della propria cultura. Ad esempio nel mondo francofono si trovano sovente espressioni come nos cousins québécois (i nostri cugini del Quebec), nos cousins français (i nostri cugini francesi), ecc. Sovente in Italia si usa l'espressione i nostri cugini d'oltralpe, per indicare i francesi, in virtù della comune origine neolatina[12].
- La parola cugino viene usata anche in ambito sportivo, con il significato di citare squadre rivali e relative tifoserie accomunate dall'essere rappresentative dello stesso comune o, addirittura, quartiere. Per esempio i tifosi del Milan definiscono cugini i rivali dell'Inter.